# Ryō (actrice)
Pour les articles homonymes, voir Ryō (homonymie).
Ryō (りょう), de son vrai nom Yumiko Miyada (宮田ゆみ子, Miyada Yumiko, née le 17 janvier 1973 à Hatogaya, Japon) est une actrice et chanteuse japonaise qui commence sa carrière en 1996.

## Discographie

### Albums
- 1997 : Belladonna (ベラドンナ?)
- 1998 : Indigo Blue

### Singles
- 1996 : Hints of Love
- 1997 : Hysteric Candy
- 1997 : Belladonna (ベラドンナ?) (textes de Kaori Moriwaka)
- 1997 : Kiete yo (キエテヨ, Disappear?) (produit par Chara)

## Filmographie

### Actrice

#### Cinéma
- 1999 : Gemini : Rin
- 2001 : Distance (ディスタンス, Disutansu) de Hirokazu Kore-eda : Yûko
- 2001 : Gaichû : Toshiko Kita
- 2002 : Alive : Yurika Saegusa
- 2002 : Rokkun rouru mishin : Megumi Tsubaki
- 2003 : Jellyfish (アカルイミライ, Akarui mirai?) de Kiyoshi Kurosawa : avocate
- 2003 : Azumi (あずみ?) de Ryūhei Kitamura : Osowareru Haha-Oya
- 2004 : Boku to kanojo to kanojo no ikiru michi : Kanako Koyanagi
- 2004 : Canary : Saki
- 2004 : Casshern : San Ikegami
- 2004 : Inu to arukeba: Chirori to Tamura : Miwa Furukawa
- 2006 : Jikô keisatsu : Saejima Midori
- 2007 : Quiet room ni yôkoso : Eguchi
- 2008 : Nishi no majo ga shinda : Ma
- 2009 : Goemon: The Freedom Fighter : mère de Goemon
- 2010 : Saya Zamuraï
- 2010 : Shikeidai no erebêtâ : Sakuyoshi Nakai
- 2013 : Jellyfish
- 2016 : Ieuru onna
- 2016 : Love Song

#### Télévision
Séries télévisées
- 1996 : Long Vacation : Himuro Rumiko
- 1997-2004 : Smap×Smap : Single Girl in Bar / Elle-même / Girl on the Titanic / ...
- 1998 : Aishi suginakute yokatta : Natsumi Takazawa
- 1999 : Naomi : Naomi Kai
- 2000 : Love Complex : Sada
- 2001 : Hero
- 2002 : Hito ni yasashiku : Yuh Hyuga
- 2003 : Anata no jinsei ohakobishimasu
- 2003 : Message: Kotoba ga, uragitteiku : Rie Nagase
- 2004 : Rasuto kurisumasu : Sally Shibata (Sachiko)
- 2006 : Sapuri : Mizuho Tanaka
- 2007 : Sekushî boisu ando robo
- 2008 : 5LDK : Elle-même - Invité
- 2008 : Hokaben : Reiko Kudô
- 2008 : Ryūsei no kizuna : Ariake Toko
- 2008-2010 : Kôdo burû : Mitsui Kanna
- 2009 : Konkatsu! : Takakura Makoto
- 2009 : Zeni geba : Nonomura Shoko
- 2010 : Joker: Yurusarezaru sôsakan : Katagiri Saeko
- 2011 : Bittersugar
- 2011 : Namae wo nakushita onnatachi : Rikako Sawada
- 2012 : Oyasumi Nippon Nemuiine! : Elle-même
- 2012 : Ren'ai nîto: Wasureta koi no hajimekata : Aizawa Nanako
- 2012 : Taira no Kiyomori : Horikawa no tsubone

Téléfilms
- 2006 : Wirusu panikku 2006: Machi wa kansenshita
- 2009 : Shûkatsu no musume
- 2009 : Yonimo kimyô na monogatari: Aki no tokubetsu hen : Kamiya (segment "Jisatsusha risaikuru hô")
- 2011 : Kono sekai no katasumi ni : Hojo Keiko
- 2011 : Kyouguu : Harumi
- 2015 : Jishaku otoko 2015

### Réalisatrice

#### Courts-métrages
- 2003 : Samurai